# Imran Sherwani
Imran Sherwani, född den 9 april 1962 i Stoke-on-Trent, Storbritannien, är en brittisk landhockeyspelare.
Han tog OS-guld i herrarnas landhockeyturnering i samband med de olympiska landhockeytävlingarna 1988 i Seoul.